# Ambasada Zakonu Maltańskiego w Polsce
Ambasada Zakonu Maltańskiego, Ambasada Suwerennego Zakonu Maltańskiego, Ambasada Suwerennego Rycerskiego Zakonu Szpitalników Świętego Jana Jerozolimskiego Zwanego Rodyjskim i Maltańskim (ang. Embassy of The Sovereign Military Order of Malta) – placówka dyplomatyczna mieszcząca się w Warszawie.

## Opis
Stosunki dyplomatyczne między Polską a Zakonem Maltańskim zostały nawiązane w 1990 z siedzibą ambasady w Paryżu (1991-2004). Przedstawicielstwo w Warszawie otwarto w 2004; mieściło się przy ul. Brackiej 22 (2009-2010), obecnie przy ul. Jazgarzewskiej 17 (2016-).